# Compagnie des forges de Châtillon-Commentry et Neuves-Maisons
La Compagnie des forges de Châtillon-Commentry et Neuves-Maisons est une société sidérurgique et minière française, créée en 1862 et disparue en 1979 après sa fusion avec le groupe Usinor.

## Histoire
La société Bazile, Louis-Maître & Cie est formée en 1824 à Châtillon-sur-Seine par plusieurs propriétaires de sidérurgies, l'un d'entre eux Auguste de Marmont avait introduit le « procédé anglais » d'utilisation du coke de charbon dans la production de fer. Dans l'Allier, Nicolas Rambourg (père de Paul Rambourg) profite de la disponibilité de bois pour la production de charbon de bois dans la forêt de Tronçais et commence la production de fer en 1788. 
La Société Bougueret, Martenot et Cie est fondée en 1846 à partir de la fusion des entreprises de l'Allier et de Châtillon. Les fondateurs de la société comprennent des membres des familles Bougueret, Martenot, Bazile, Rambourg, Maître, Humbert et autres ; la nouvelle société compte 37 hauts fourneaux, 56 forges, trois filatures et quatre fours à puddling. En 1862, Bougueret, Martenot et Cie fusionne avec les forges de Commentry pour fonder la Société des forges de Châtillon et Commentry, conduisant à sa transformation en société anonyme. Elle rachète en 1897 la Société métallurgique de Champigneulles et Liverdun et prend alors le nom de « Compagnie des forges de Châtillon, Commentry et Neuves-Maisons ». 
Le 26 mai 1917, la Compagnie générale de construction de locomotives (Batignolles-Châtillon), qui s'installe à Nantes, dans le quartier de la Haluchère, est constituée à la suite d'un accord entre la Société de construction des Batignolles et la Compagnie des forges de Châtillon-Commentry et Neuves-Maisons dont les apports représentaient presque la moitié du capital social. Édouard Goüin en est le premier président.
À partir de 1955 celle-ci devient « Société des aciéries et tréfilerie de Neuves-Maisons Chatillon » dont la société métallurgique Hainaut-Sambre acquiert 51 % des actions en 1967. Deux ans plus tard elle rachète la société des laminoirs et cimenteries de Biache-Saint-Vaast et devient la Compagnie des forges de Châtillon, Commentry, Biache. En 1976 la Société métallurgique Hainaut-Sambre la revend à la société luxembourgeoise des hauts-fourneaux de la vallée de la Chiers pour former le holding Chiers-Châtillon qui rejoint le groupe Usinor trois ans plus tard.

## L'usine de Sainte-Colombe-sur-Seine
Avec l'épuisement du minerai de fer local, la fonderie de Sainte-Colombe-sur-Seine éteint ses hauts-fourneaux en 1869, sept ans après son intégration dans la Compagnie. L'usine survit et se développe cependant grâce à de nouvelles technologies et emploie plus de 1 000 personnes. Après la Guerre de 1914-1918, l'ancienne forge est abandonnée au profit d'une pointerie-grillagerie qui voit le jour en 1920 près de la nouvelle voie de chemin de fer. 
En 1950, elle se spécialise dans les câbles précontraints pour le bâtiment. L’usine emploie encore à la fusion des Forges avec le groupe Usinor en 1979.  Dans les années 1970, l’usine emploie encore 600 personnes jusqu'à la fusion des Forges avec le groupe Usinor en 1979. Repris depuis par le groupe ArcelorMittal en juin 2006 lors de la fusion des deux groupes, le site ne compte plus qu’une cinquantaine de salariés et une quinzaine d’intérimaires.

## Les mines de Saint-Eloy
La Compagnie acquiert la Société anonyme des houillères et du chemin de fer de Saint-Éloy-les-Mines en 1881. La production qui est alors de 123 000 tonnes passe à 252 000 en 1900 pour atteindre 277 000 tonnes en 1917. Cependant le travail des mineurs, pénible et dangereux, suscite de nombreux mouvements sociaux soutenus par les syndicats dès la fin du XIXe siècle. Après la Première Guerre mondiale, des aménagements s'opèrent jusqu'en 1926. Après la Seconde Guerre mondiale, les mines de Saint-Éloy sont nationalisées en 1946.

## Les usines de Neuves-Maison et Champigneulles
Les forges de Neuves-Maisons sont absorbées par la Compagnie des Forges de Chatillon-Commentry en 1896. Un troisième haut fourneau apparaît en 1897, les quatrième et cinquième vers 1898. En 1902 35 000 000 francs sont investis dans une aciérie de conversion de type Thomas. En 1903 construction des laminoirs alors que le développement se poursuit avec sept hauts-fourneaux en activité à la déclaration de guerre. 
En 1931, les deux premiers hauts-fourneaux, construits en 1874 et 1882, sont arrêtés et l’activité, comme à Sainte-Colombe, se tourne progressivement vers la tréfilerie puis la câblerie précontrainte.

## La fusion avec la Société des Aciéries de France
Isbergues fut fondée par les Aciéries de France, contrôlée par la Compagnie des mines de Béthune, puis  fut rachetée par Châtillon-Commentry. L'usine d'Isbergues construite dans le centre du Pas-de-Calais dans les années 1881-1883 est spécialisée, dès le départ, dans la production de rails en acier pour les chemins de fer, ce qui permet un grand essor au début du XXe siècle. En 1913, elle emploie plus de 3 000 salariés, mais a reçu 3 000 bombes et obus pendant la Première Guerre mondiale. 
L'assemblée générale extraordinaire du 31 mai 1929 consacre la fusion des Aciéries de France avec Châtillon-Commentry et le site enfourne de la ferraille pour un four électrique à aciers spéciaux. Puis en 1962, quand Usinor, finalise la construction du complexe de Dunkerque, ce dernier alimente sa tôlerie d'Isbergues. La fusion avec la Société de Biache-Saint-Vaast, qui possède un laminoir à Biache-Saint-Waast entre Arras et Douai, en 1969, consacre le déplacement vers le nord.